# خزامى صوفية
خُزامَى صُوفِيَّة نوع من النباتات المزهرة في فصيلة الشفوية  موطنه الأصلي جنوب إسبانيا. وهي نجمة برية دائمة الخضرة تعلو من ٣٠ إلى ٨٠ سم. أوراقها كاملة لسنة زباء النصل على صفحتيه زغبها صوفي لبد. ازهرارها سنابل صغيرة القد دقيقة. أزهارها زرق.